# Gilberto R. Limón
Gilberto Raymundo Limón Márquez (Álamos, 15 marzo 1895 – 25 novembre 1988) è stato un politico e generale messicano che fu Segretario della Difesa Nazionale e Direttore dell'Eroico Collegio Militare.
Gilberto R. Limón si unì all'esercito costituzionalista sotto il comando di Álvaro Obregón nel Sonora nel 1913 per combattere contro Victoriano Huerta. In seguito partecipò alla battaglia di Celaya contro i Villisti e nel 1916 continuò a combatterli nel Chihuahua. Nel 1920 fu uno dei firmatari del Piano di Agua Prieta contro Venustiano Carranza.
Dopo la rivoluzione messicana prese parte anche alle lotte contro gli indiani Yaqui, alla ribellione delahuertista e alla guerra cristera. In questi anni e in quelli successivi comandò uno dei corpi delle guardie presidenziali, fu Direttore degli Stabilimenti Militari e Direttore dell'Eroico Collegio Militare. Allo stesso tempo comandò varie zone e regioni militari del Messico.
Il presidente Miguel Alemán Valdés lo nominò Segretario della Difesa Nazionale nel 1946 e quando finì il suo incarico nel 1952 si ritirò.
Morì a 93 anni nel 1988.